# Joji (nhạc sĩ)
George Kusunoki Miller (ジョージ・楠木・ミラー Jōji Kusunoki Mirā, sinh ngày 18 tháng 9 năm 1992), được biết đến với nghệ danh là Joji và các tên gọi khác như Filthy Frank hay Pink Guy, là một ca sĩ, rapper, nghệ sĩ hài, và từng là một YouTuber người Nhật. Âm nhạc của Miller được mô tả là sự kết hợp giữa R&B, lo-fi và trip hop.
Miller khởi đầu bằng công việc nghệ sĩ giải trí trên 3 kênh Youtube (hiện không còn hoạt động) của anh: DizastaMusic, TVFilthyFrank và TooDamnFilthy. Chúng chứa những nội dung như: những bài hát rap, nói tục, phát biểu khoa trương, các thử thách cực đoan, biểu diễn ukulele, và một chương trình mang tính chất "shock humor" tên The Filthy Frank Show, với hầu hết các nhân vật chính đều do Miller đóng, bao gồm nhân vật có cùng tên với chương trình là Filthy Frank. Để bổ sung thêm cho kênh TVFilthyFrank của anh, Miller tạo ra các bài hát thuộc thể loại hài kịch hip hop dưới bí danh Pink Guy, một nhân vật mặc bộ zentai màu hồng xuất hiện nhiều lần trên chương trình The Filthy Frank Show,
Vào tháng 12 năm 2017, Miller tuyên bố dừng hoạt động trên các kênh của mình để tập trung vào sự nghiệp âm nhạc. Với nghệ danh Joji, anh đã cho ra nhiều bản nhạc nghiêm túc và nhiều sắc thái hơn. Các sản phẩm anh phát hành như: In Tongues đứng vị trí thứ 58 trên Billboard 200, album Ballads 1 đạt vị trí thứ nhất trên Bảng xếp hạng hàng đầu cho bài hát thể loại R&B và hip-hop của Billboard (11/2018). Năm 2022, anh cho ra mắt đĩa đơn "Glimpse of Us," ca khúc có thứ hạng cao nhất của mình với thành tích lọt vào top 10 của Billboard Hot 100.

## Thơ ấu
George Kusunoki Miller sinh ngày 18 tháng 9 năm 1992 tại thành phố Osaka. Anh theo học tại một trường quốc tế ở Kobe là Canadian Academy và tốt nghiệp tại đó vào năm 2012. Năm 18 tuổi, anh rời Nhật Bản và đến Hoa Kỳ. Và được ghi danh tại Học viện Công nghệ New York. Anh mang trong mình hai dòng máu Úc và Nhật.
Miller đã cố gắng duy trì sự riêng tư của mình, chẳng hạn như xóa video "Filthy Frank phơi bày chính mình?". Nơi anh tiết lộ mình là một sinh viên đại học ở Brooklyn, New York. Và anh không muốn tiết lộ thông tin cá nhân vì sợ không thể có được một công việc sau này do tính chất của chương trình của anh ấy.

## Sự nghiệp hài internet

### FilthyFrank Show (2011-2017)
Đây là một sê-ri được tạo ra bởi chính Joji trên ba kênh Dizasta Music, TVFilthyFrank, TooDamnFilthy. Ở đây có nhiều nhân vật hết sức quái dị như: Salamander Man, Pink Guy, Safari Man, Lemon, Chin Chin,... (hầu hết các vai trong sê-ri này là do Joji diễn).
Những video của anh chứa nội dung tương đối dung tục, phản cảm, nhưng những video này hay mang tính châm biếm và mỉa mai những người có thể làm mọi thứ để nổi tiếng trên Youtube.
Chính nhờ những video hài hước của FilthyFrank Show (hay chương trình FilthyFrank), anh được coi như một biểu tượng văn hóa của Internet. Anh cũng hay được gọi là Papa Franku (Cha Franku).
Sê-ri hài này còn được đánh giá cao hơn những sê-ri nổi tiếng như Trò chơi vương quyền trên IMDB.

## Sự nghiệp âm nhạc

### Pink Guy (2014–2017)
Anh luôn có niềm đam mê sáng tác âm nhạc và bày tỏ nó ngay khi chưa bắt đầu sự nghiệp của mình trên YouTube, anh ấy đã quan tâm đến việc tạo ra âm nhạc và tạo ra kênh YouTube của mình như một phương tiện để quảng bá nó.
Album Pink Season của anh đã đứng đầu bảng xếp hạng iTunes và đạt vị trí thứ 70 trên bảng xếp hạng Billboard 200. Anh được biết đến nhiều nhất qua kênh YouTube đầy tính quái dị của mình, TVFilthyFrank, đăng tải các video về âm nhạc, các video than phiền giận dữ cùng với một "chương trình" kỳ lạ, trong đó tất cả các nhân vật chính đều do anh đóng. Ngoài ra, một video của Miller có tựa đề là Do the Harlem Shake (Original), thực ra là một đoạn ngắn trong video FILTHY COMPILATION #6 - SMELL MY FINGERS, đã nhận được 57,2 triệu lượt xem (tính đến tháng 1 năm 2017) và là khởi nguồn của trào lưu Harlem Shake.
Tuy nhiên, kể từ ngày 29 tháng 12 năm 2017, Joji đã ngừng sản xuất tất cả các nội dung liên quan đến Filthy Frank, bao gồm cả nhạc Pink Guy.

### Joji (2015 - nay)
Bên cạnh sự hài hước thường dựa trên nền nhạc rap mà anh ấy tạo ra dưới bí danh Pink Guy, Miller cũng tạo ra âm nhạc truyền thống và nghiêm túc hơn dưới một nghệ danh khác là Joji và trở thành trọng tâm chính của anh ấy vào cuối năm 2017. Phát biểu về quá trình chuyển đổi từ sự nghiệp YouTube sang sự nghiệp âm nhạc của mình với tư cách Joji, Miller nói với Billboard "bây giờ tôi có thể làm những thứ mà tôi muốn nghe". Trong bài viết của Billboard, anh đã khẳng định rằng 'Joji' không phải là một nhân vật như Filthy Frank và Pink Guy. "Tôi đoán đó là sự khác biệt", anh tiếp tục "Joji là tôi." 
Trong thời gian lớn lên ở Higashinada, Kobe (Nhật Bản), Miller bắt đầu sản xuất âm nhạc và hát với bạn bè như một sở thích phụ để giết thời gian. Sau khi chuyển đến Manhattan (New York-Hoa Kỳ), Miller mở rộng sự nghiệp âm nhạc của mình bằng cách bắt đầu nhân vật Pink Guy, mở đường cho nhân vật Joji của anh. Miller ban đầu công bố album Joji của mình vào ngày 3 tháng 5 năm 2014 cùng với album Pink Guy đầu tiên. Tuy nhiên, Miller đã khéo léo hủy bỏ dự án cho đến khi anh bắt đầu phát hành âm nhạc dưới cái tên PinkOmega. Miller đã phát hành hai bài hát là PinkOmega: "Dumplings" vào ngày 4 tháng 6 năm 2015  và "wefllagn.ii 5" vào ngày 28 tháng 8 năm 2015, cả hai sau đó đã được phát hành trong album Pink Guy Pink Season, sau đó được phát hành lại -title "Chúng tôi lại rơi".
Miller có ý định giữ cho âm nhạc được tạo ra dưới Joji là một bí mật từ cộng đồng fan của anh ấy vì họ chủ yếu muốn âm nhạc hài hước của anh ấy. Vào cuối năm 2015, hai đĩa đơn đã được phát hành, có tên "Thom" và "You Suck Charlie"; cả hai đều được phát hành dưới một bí danh giả, nhưng nó đã nhanh chóng bị rò rỉ rằng người dùng đằng sau tài khoản là Miller, đã khiến anh ta vào tháng 1 năm 2016 để thông báo công khai trên Instagram rằng anh ta đang phát hành một dự án thương mại đầy đủ có tên Chloe Burbank: Volume 1. Trong cùng một bài đăng, anh đã liên kết tài khoản SoundCloud của mình.
Trong năm 2017, Joji đã phát hành một số bài hát qua kênh YouTube của nhãn hiệu âm nhạc châu Á 88rising như bài hát "I Don't Wanna Waste My Time" phát hành vào ngày 26 tháng 4 năm 2017, "Rain on Me" phát hành vào ngày 19 tháng 7 năm 2017, và " Will He ", được phát hành vào ngày 17 tháng 10 năm 2017.  Joji đã kết hợp  với nhóm rap Trung Quốc Lower Brothers trong bài hát "Nomadic". Joji đã biểu diễn trực tiếp lần đầu tiên vào ngày 18 tháng 5 năm 2017 tại Los Angeles. Sự kiện này được phát trực tiếp bởi Boiler Room. Vào ngày 17 tháng 10 năm 2017, Miller đã phát hành đĩa đơn đầu tay từ dự án thương mại đầu tay của mình In Tongues.  Đĩa đơn có tựa đề " Will He " đã được phát hành trên nền tảng Spotify và iTunes.
Dự án đầu tay của Miller dưới biệt danh Joji, một EP có tên In Tongues, được phát hành vào ngày 3 tháng 11 năm 2017 bởi Empire Distribution. Một phiên bản cao cấp của EP đã được phát hành vào ngày 14 tháng 2 năm 2018 với 8 bản phối lại các bài hát từ EP cùng với việc phát hành "Plastic Taste" và "I Don't Wanna Waste My Time" như một phần của danh sách ca khúc. Joji đã phát hành bài hát "Yeah Right" vào tháng 5 năm 2018, trở thành bài hát đầu tiên của anh trên bảng xếp hạng Billboard, đạt thứ hạng 23 trên Billboard R&B Songs chart.
Miller đã ra mắt Ballads 1 dưới nhãn hiệu 88rising vào ngày 26 tháng 10 năm 2018 và nhanh chóng lọt vào Billboard Top R&B/Hip Hop Albums Chart. Ngay sau khi phát hành, Miller đã công bố một tour diễn ở Bắc Mỹ, kéo dài 9 ngày vào đầu năm 2019. Vào thời điểm đó, anh ấy đã đi lưu diễn Ballads 1 ở Châu Âu.
Ngày 4 tháng 6 năm 2019, Miller đã công bố đĩa đơn mới mang tên " Sanctuary " thông qua trang Instagram của mình và phát hành nó vào ngày 14 tháng 6. Kèm với MV được tải lên kênh YouTube chính thức của 88rising.
Joji đã với kết hợp với rapper người Indonesia Rich Brian trong bài hát "Where Does the Time Go?"  ở album thứ hai The Sailor.
Ngày 30 tháng 1 năm 2020, Miller đã công bố phát hành một đĩa đơn mới " Run " vào nửa đêm ngày 6 tháng 2 năm 2020 và một MV cũng được phát hành vào cuối ngày hôm đó.
Vào ngày 2 tháng 3 năm 2020, anh đã biểu diễn bài hát trên chương trình The Tonight Show Starring Jimmy Fallon.

### Phong cách âm nhạc
Âm nhạc của Joji đã được mô tả là trip hop và lo-fi  pha trộn các yếu tố của trap, dân gian, điện tử và R&B. Các bài hát của anh có đặc trưng là "nhịp độ trầm, chủ đề u uất và giọng hát có hồn"  với "sản xuất tối giản".
Anh đã từng được so sánh với nghệ sĩ điện tử James Blake, người được anh coi là một trong những nhân vật ảnh hưởng đến âm nhạc của mình cùng với đó là Radiohead, Shlohmo và Donald Glover. Trong một cuộc phỏng vấn với Pigeons and Planes, Miller nói rằng âm nhạc của anh được truyền cảm hứng từ thời gian anh lớn lên ở Osaka và thể loại nhạc boom bap mà anh đã nghe khi học tại Học viện Canada.

## Đời tư
Miller sống ở Brooklyn, New York. Anh thường bay tới Los Angeles để làm việc và có một nơi cư trú ở đó.
Miller gặp vấn đề về rối loạn thần kinh. Nó gây ra cơn co giật cho anh mỗi khi anh căng thẳng. Đây là một trong những lý do khiến anh từ bỏ sự nghiệp YouTube.

## Danh sách đĩa hát

### Album phòng thu
Với tư cách là Joji
- Ballads 1 (2018)
- Nectar (2020)
- Smithereens (2022)

Với tư cách là Pink Guy
- Pink Guy (2014)
- Pink Season (2017)

## Lưu diễn
- Ballads 1 Tour (2018–2019)[48]
- Nectar: The Finale (2021–2022)[49]
- Smithereens Tour (2022)[50]